# Erio Castellucci
Erio Castellucci (Forlì, 8 luglio 1960) è un arcivescovo cattolico e teologo italiano, dal 3 giugno 2015 4º arcivescovo-abate di Modena-Nonantola, dal 7 dicembre 2020 19º vescovo di Carpi e dal 25 maggio 2021 vicepresidente per l'Italia settentrionale della Conferenza Episcopale Italiana.

## Biografia
Nasce a Forlì, città capoluogo di provincia e sede vescovile, l'8 luglio 1960.

### Formazione e ministero sacerdotale
Frequenta l'istituto magistrale ed entra in seminario nel 1978, completando gli studi presso il seminario regionale di Bologna.
Il 5 maggio 1984 è ordinato presbitero dal vescovo Giovanni Proni.
Dopo l'ordinazione prosegue gli studi presso la Pontificia Università Gregoriana di Roma. Nel 1985 consegue la licenza in teologia dogmatica e nel 1988 il dottorato con una tesi sulla Dimensione cristologica ed ecclesiologica del presbitero nel Concilio Vaticano II.
Nel 1988 diviene docente di materie teologiche presso la Facoltà Teologica dell'Emilia-Romagna, della quale è nominato preside nel periodo 2005-2009. Quindi insegna anche in altri istituti di scienze religiose a Forlì, Rimini e Pesaro. Negli stessi anni, inizia la pubblicazione di articoli e saggi su alcuni temi di teologia e di ecclesiologia, dedicando particolare attenzione al ministero del presbitero.
Dal 2009 al 2015 svolge la sua attività pastorale come parroco della parrocchia di San Giovanni Evangelista di Forlì.

### Ministero episcopale
Il 3 giugno 2015 papa Francesco lo nomina arcivescovo-abate di Modena-Nonantola; succede ad Antonio Lanfranchi, deceduto il 17 febbraio. Il 29 giugno riceve il pallio, nella basilica di San Pietro in Vaticano, dallo stesso papa. Il 12 settembre successivo riceve l'ordinazione episcopale, nel PalaGalassi a Forlì, dal vescovo Lino Pizzi, co-consacranti i vescovi Vincenzo Zarri ed Enrico Solmi. Il 13 settembre prende possesso dell'arcidiocesi, nella cattedrale di Modena; durante la stessa celebrazione il nunzio apostolico Adriano Bernardini gli impone il pallio. Il giorno seguente fa il suo ingresso nell'abbazia di Nonantola.
Dal 26 giugno 2019 ricopre anche l'ufficio di amministratore apostolico della diocesi di Carpi, in seguito alla rinuncia del vescovo Francesco Cavina. Il 7 dicembre 2020, avendo papa Francesco unito in persona episcopi l'arcidiocesi di Modena-Nonantola con la diocesi di Carpi, è nominato vescovo anche di quest'ultima sede. Il 1º gennaio 2021 prende possesso della diocesi, nella cattedrale di Carpi.
All'interno della Conferenza Episcopale Italiana ricopre, nel tempo, diversi incarichi: all'inizio del suo ministero è membro della Commissione episcopale per l'educazione cattolica, la scuola e l'università. Successivamente il 22 maggio 2018 (71ª Assemblea generale) è nominato presidente della Commissione episcopale per la dottrina della fede, incarico ricoperto fino al 25 maggio 2021, succedendo ad Ignazio Sanna. Il 25 maggio 2021 (74ª Assemblea generale) viene eletto vicepresidente per l'Italia settentrionale. A fine gennaio 2022 il Consiglio permanente della CEI lo nomina membro del Gruppo di coordinamento nazionale del Cammino sinodale, con mandato fino a settembre 2022. Il 23 settembre 2022 il Consiglio permanente lo nomina presidente del Comitato nazionale del Cammino sinodale.
Ricopre l'incarico di consultore presso diversi organismi della Curia romana: dal 1º aprile 2017 della Congregazione per il clero e dal 4 giugno 2021 del Sinodo dei vescovi.

## Controversie
Nel novembre 2024 è stato rinviato a giudizio per vilipendio alla religione cattolica, a seguito dell'esposto di alcuni fedeli per una mostra di Carpi intitolata Gratia plena che presentava alcuni dipinti della Vergine Maria ritenuti blasfemi. Nel marzo 2025 il Tribunale di Modena ha archiviato la denuncia non ravvisando il reato di vilipendio.

## Genealogia episcopale
La genealogia episcopale è:
- Cardinale Scipione Rebiba
- Cardinale Giulio Antonio Santori
- Cardinale Girolamo Bernerio, O.P.
- Arcivescovo Galeazzo Sanvitale
- Cardinale Ludovico Ludovisi
- Cardinale Luigi Caetani
- Cardinale Ulderico Carpegna
- Cardinale Paluzzo Paluzzi Altieri degli Albertoni
- Papa Benedetto XIII
- Papa Benedetto XIV
- Papa Clemente XIII
- Cardinale Enrico Benedetto Stuart
- Papa Leone XII
- Cardinale Chiarissimo Falconieri Mellini
- Cardinale Camillo Di Pietro
- Cardinale Mieczysław Halka Ledóchowski
- Cardinale Jan Maurycy Paweł Puzyna de Kosielsko
- Arcivescovo Józef Bilczewski
- Arcivescovo Bolesław Twardowski
- Arcivescovo Eugeniusz Baziak
- Papa Giovanni Paolo II
- Cardinale Paolo Romeo
- Vescovo Lino Pizzi
- Arcivescovo Erio Castellucci

## Opere
Ha pubblicato vari libri su temi di teologia del ministero, ecclesiologia, teologia delle religioni ed escatologia. 
- Noi Chiesa. Introduzione all'ecclesiologia (con Sandro Panizzolo), Paoline Editoriale Libri, 1989
- Nella pienezza della gioia pasquale. La centralità dell'ermeneutica nell'escatologia cristiana, Edizioni Studio Domenicano, 1998
- Il ministero ordinato, Queriniana, 2002 (2006, II ed.; 2010, III ed.; 2014, IV ed.)
- Davvero il Signore è risorto. Indagine teologico-fondamentale sulla risurrezione di Gesù, Cittadella, 2005
- La spiritualità diocesana, San Paolo Edizioni, 2007
- Annunciare Cristo alle genti, Edizioni Dehoniane Bologna, 2008
- La famiglia di Dio nel mondo. Manuale di ecclesiologia, Cittadella, 2008
- (a cura di) Chiesa domestica: la Chiesa famiglia nella dinamica della missione cristiana. Un profilo unitario a più voci, (con Rinaldo Fabris) Edizioni San Paolo, 2009
- La vita trasformata. Saggio di escatologica, Cittadella, 2010
- Dieci pasti con Gesù. Eucaristia e missione, i commensali raccontano, (con Mirko Santandrea) EMI, 2011
- "Non temere, piccolo gregge". Le "piccole comunità" per la nuova evangelizzazione, Cittadella, 2013
- La tua parola è giustizia e carità. Spunti e riflessioni su Cristo e la Chiesa, il Concilio e l'uomo nell'anno della fede, Il Ponte Vecchio, 2013
- La bellezza della fede. 1.Per ritrovare la gioia di credere, (con Dino Dozzi e Davide Brighi), Pazzini Editore, 2013
- Solo con l'altro. Il cristianesimo, un'identità in relazione, EMI, 2018
- Alle origini del patrimonio, in IBC. Informazioni, commenti, inchieste sui beni culturali, vol. 27, n. 2, 2019.
- Benedetta povertà? Provocazioni su Chiesa e denaro, Verona, EMI, 2020, ISBN 978-88-307-2494-5.
- Luci nella sofferenza. Il Vescovo ai giovani nel tempo del coronavirus, Terlizzi, Ed Insieme, 2020, ISBN 978-88-7602-314-9.
- Cambiamenti d'epoca La Chiesa nell'abbraccio dello Spirito, Bologna, EDB - Edizioni Dehoniane Bologna, 2020, ISBN 978-88-109-7625-8. URL consultato il 21 luglio 2022. Con Ghislain Lafont e Tomáš Halík.
- Connessioni fraterne. L'istanza ecclesiologica, Assisi, Cittadella, 2021, ISBN 978-88-308-1807-1.
- Rifare i preti. Recensione a Enrico Brancozzi, "Rifare i preti. Come ripensare i Seminari", EDB, in SettimanaNews, 20 settembre 2021.
- Benedetta crisi! Il contagio della fede nella Chiesa che verrà, Milano, Piemme, 2022, ISBN 978-88-566-8453-7. URL consultato il 21 luglio 2022.[13]

## Riconoscimenti
- Premio Melvin Jones del Lions International. «Per i meriti acquisiti in campo educativo, culturale e teologico. Sia nel campo umanitario che in quello educativo l'azione dei due premiati è stata rivolta a sviluppare una cultura dell'inclusione, del dialogo, del rispetto dell'altro e della dignità umana, in linea con i programmi del Lions International e del suo Presidente Internazionale». 29 giugno 2020[15]
- Premio per l'infanzia e l'adolescenza di Telefono Azzurro. «Per aver dimostrato di essere una tra le personalità del mondo religioso più attente nel portare avanti azioni e progetti volti all'ascolto attivo, al dialogo e alla tutela dei diritti dei minori». 22 luglio 2022[16]
- Premio internazionale Cassiodoro il Grande 2024 dell'Associazione Cassiodoro. «Se Cassiodoro era un "uomo cerniera" tra la cultura greco-romana e il medioevo, capace di guardare oltre i tempi oscuri del suo mondo mons. Castellucci, con la stessa lungimiranza, porta avanti il messaggio della speranza. Come Cassiodoro, egli sa che il giogo del Signore, portato con fede, è leggero e dona la forza di proseguire nel cammino della verità e della luce, anche nei tempi più incerti». 12 ottobre 2024[17]